# تضحية (فلم)
تضحية (بالإنجليزية: Sacrifice) هو فيلم إثارة أمريكي من إخراج بيتر داولينج سنة 2016، وبطولة كل من رادها ميتشيل وروبرت غريفز.
تم تصويره في إيرلندا وشتلاند واسكتلندا ومدينة نيويورك. ويستند الفيلم على كتاب «التضحية» لصاحبه شارون بولتون.

## القصة
تدور أحداث الفيلم حول الجرّاحة الاستشارية (تورا هاملتون)، والتي تنتقل مع زوجها (دونكان) إلى جزر شتلاند النائية، والتي تبعد مائة ميل عن الساحل الشمال شرقي من (سكتلندا)، حيث تكتشف تورا في عمق التربة الخصبة التي تُحيط منزلها جثة امرأة شابة تشوّه بشرتها العلامات والجروح فضلًا عن فجوة مخيفة مكان قلبها، وفي ظل تجاهل تورا ما تتعرض له من تهديدات بترك الأمور على حالها، تتمكن في النهاية من كشف روابط مفزعة تتعلق بالأسطورة التي يتضح أنها لم تقتصر على صفحات القصص والكتب فقط.

## روابط خارجية
- تضحية على موقع IMDb (الإنجليزية)
- تضحية على موقع ميتاكريتيك (الإنجليزية)
- تضحية على موقع روتن توميتوز (الإنجليزية)
- تضحية على موقع قاعدة بيانات الأفلام العربية
- تضحية على موقع أول موفي (الإنجليزية)
- تضحية على موقع فيلمافينيتي (الإسبانية)
- تضحية على موقع قاعدة بيانات الفيلم (الإنجليزية)
- تضحية على موقع ليتربوكسد (الإنجليزية)
- تضحية على موقع كينوبويسك (الروسية)